# Mogilany
Mogilany – wieś w Polsce położona w województwie małopolskim, w powiecie krakowskim, w gminie Mogilany. Jest siedzibą gminy Mogilany.
W latach 1954–1972 wieś należała i była siedzibą władz gromady Mogilany. W latach 1975–1998 w województwie krakowskim.

## Integralne części wsi
| SIMC    | Nazwa       | Rodzaj    |
| ------- | ----------- | --------- |
| 0327103 | Działy      | część wsi |
| 0327110 | Łobzów      | część wsi |
| 0327126 | Moczydle    | część wsi |
| 0327132 | Podekrze    | część wsi |
| 0327149 | Podogrodzie | część wsi |
| 0327155 | Podstyrze   | część wsi |
| 0327161 | Psiarnia    | część wsi |
| 0327178 | Rzeczki     | część wsi |
| 0327184 | Rzym        | część wsi |
| 0327190 | Skrzyszów   | część wsi |
| 0327209 | Zagórze     | część wsi |
| 0327215 | Zagrody     | część wsi |
| 0327221 | Żary        | część wsi |

## Toponimia
Istnieją trzy hipotezy wyjaśniające pochodzenia nazwy Mogilany:
- nazwa pochodzi od prehistorycznych kurhanów i mogił wojów króla Bolesława Chrobrego umiejscowionych na terenie dzisiejszych Mogilan,
- w XIII w. przesiedlono w to miejsce część mieszkańców podkrakowskiej wsi Mogiła,
- nazwa miejscowości pochodzi od słowa „mag” (z języka staroindyjskiego) lub „mogel” (z języka normandzkiego) – słowa te tłumaczone są jako ‛wzniosły’, ‛wielki’ (nawiązanie do położenia Mogilan na wzniesieniu).

## Historia[6]

### Przegląd
Prace archeologiczne określiły istnienie osad ludzkich na terenie dzisiejszych Mogilan już w epoce brązu – w 1958 r., w pobliżu ówczesnej Zbiorczej Szkoły Gminnej archeolodzy natrafili na fragmenty naczyń ceramicznych z okresu kultury łużyckiej (1300–1400 p.n.e.) – znalezisko to przechowywane jest w Muzeum Archeologicznym w Krakowie.
Po tym okresie był to teren państwa Wiślan, część legendarnej Wielkiej Chrobacji (Belo Chrobaci) z księciem Krakiem na czele. W IX w. (między 873 a 883 r.) Morawianie podbili Wiślan, a św.Metody ochrzcił ich w obrządku słowiańskim (prawosławnym). Później nastali Czesi, a w czasach Bolesława Chrobrego cała Małopolska weszła w skład państwa polskiego.
Do końca XII w. okoliczne tereny były własnością królewską – stacjonowała tam straż królewska. W zachodniej części dzisiejszych Mogilan mieściła się osada strażników przejścia granicznego (brony) zwanych bronaczami (do tej pory ta część Mogilan zwana jest Bronaczową). Wiódł nią szlak handlowy przez Karpaty i Węgry na południe Europy.
W 1199 roku Mogilany przeszły w ręce prywatne – książę Leszek Biały podarował je swemu przyjacielowi, wojewodzie sandomierskiemu, Goworkowi. W 1231 r. wdowa po Goworku, Miłosława, darowała dobra mogilańskie wojewodzie krakowskiemu Teodorowi Gryficie.
Również z tego roku (1231) pochodzi pierwsza pisemna wzmianka o Mogilanach (w dokumencie księżnej sandomierskiej Grzymisławy, żony Leszka Białego). Kolejny zapis z 1232 r. – „villa nomine Mogilani”, a w latach 1470–1480 nazwa Mogilan u Jana Długosza miała formę współczesną: „in parochia ecclesiae de Mogilany”. W dokumentach z 1564 r. wymieniano Mogielany, ale już w 1581 r. Mogilany.
W roku 1243 kolejnymi właścicielami Mogilan (na 326 lat) zostali oo. cystersi z Ludźmierza (z lat 1238 i 1244 zachowały się dokumenty przekazania Mogilan zakonowi cystersów, potwierdzonego przez Henryka Brodatego i Bolesława Wstydliwego). To cystersi powołali samodzielną parafię w Mogilanach (przed 1325) i wybudowali pierwszy drewniany kościół (przed 1440 r.), który przetrwał do początku XVII w.
Cystersi nie wytrzymali długo na niespokojnym pograniczu w Ludźmierzu i w 1245 r. przenieśli się do Szczyrzyca. Znaczna odległość od Mogilan sprawiała, że zarządzanie tym majątkiem było uciążliwe i kiedy pojawiła się możliwość zamiany dóbr, cystersi z niej skorzystali – 23 lutego 1560 roku opat cysterski, Jan Janowski, dokonał zamiany dóbr klasztornych – Mogilan, Włosani i Głogoczowa, na dobra wojewody sandomierskiego i kasztelana krakowskiego, Wawrzyńca Spytka Jordana, położone bliżej ich siedziby. Zauroczony położeniem Mogilan Spytek Jordan wzniósł w latach 1560–1567 na szczycie mogilańskiego wzgórza okazały drewniany pałac i otoczył go ogrodem oraz parkiem widokowym. Jako mecenas nauki i literatury Spytek Jordan gościł w nim m.in. Mikołaja Reja, Stanisława Orzechowskiego oraz wielu innych wybitnych twórców (pałac przetrwał do 1796 r., stopniowo rozbierany od 1764 r.). Po śmierci Wawrzyńca Spytka Jordana w 1568 r. włości mogilańskie przeszły na wdowę po nim, Annę z Sieniawskich (córkę hetmana wielkiego koronnego Mikołaja Sieniawskiego).
Przez kolejne lata dobra mogilańskie, poprzez koligacje rodzinne i spadki, przechodziły z rąk do rąk, należały m.in. do Zborowskich i Borków. W rok po śmierci Wawrzyńca Spytka Jordana, w 1569 r., najmłodsza jego córka, Zofia, wyszła za mąż za Samuela Zborowskiego (mordercę i banitę ściętego w 1584 r.) – dobra mogilańskie przeszły wtedy na własność rodziny Zborowskich.
Pod koniec XVI w. Mogilany stały się własnością rodu Borków. W 1595 r. Mikołaj Borek z Trzcińca (herbu Wąż), ówczesny właściciel Mogilan ufundował szkołę parafialną (przetrwała do początku XVIII w.), a w 1604 r. rozpoczął budowę kościoła z cegły, który obecnie jest kościołem parafialnym w Mogilanach. Po śmierci Mikołaja jedna z jego córek, Krystyna, wyszła za mąż za Stanisława Jordana. W ten sposób w 1629 r. Mogilany powróciły do rodziny Jordanów. Syn Stanisława, Michał Jordan, zasłużył się m.in. wprowadzeniem od 1662 r. metryk parafialnych (zapisów zaślubin, chrztów i zgonów) oraz dofinansowaniem szkoły parafialnej z części dochodów z miejscowych targów. Michał zmarł w 1664 r. – kolejni potomkowie Jordanów, zaprzątnięci innymi sprawami, nie dbali o majątek mogilański, który coraz bardziej podupadał (przyczynił się do tego również potop szwedzki – wojska szwedzkie generała Roberta Douglasa spustoszyły okolice Krakowa, niszcząc przy tym Mogilany). Dopiero ostatni z rodu, Michał Stefan Jordan (późniejszy wojewoda bracławski), próbował zadbać o rodzinny majątek.
W 1761 roku zadłużone dobra mogilańskie zostały oddane w zarząd wierzycielom. Końcem XVIII w. właścicielami Mogilan byli kolejno: Potoccy, Lubomirscy, Massalscy, Taszyccy, Tarłowie. Lubomirscy, mający największe zastawy na majątku mogilańskim, wymusili na Stefanie Michale Jordanie ostateczną sprzedaż rodzinnego dziedzictwa w Mogilanach Józefowi Massalskiemu. Nowi właściciele w miejscu starego, drewnianego pałacu wystawili murowany klasycystyczny dwór. Inicjatorką inwestycji była córka Józefa Massalskiego, Helena Apolonia, wydana za księcia Karola de Ligne. Podczas nieobecności małżonka nawiązała ona płomienny romans z W. Potockim, za którego wyszła po śmierci męża. Jej córka, Sydonia de Ligne Potocka (żona Franciszka hr. Potockiego) sprzedała włości mogilańskie w 1802 r.
Nowym właścicielem Mogilan został Józef (I) Nowina Konopka, łowczy sanocki i dziedzic Modlnicy. Konopkowie zasłynęli jako fascynaci nowinek technicznych. Za najwybitniejszego obywatela Mogilan uważa się absolwenta prawa i filozofii UJ Józefa Nowinę Konopkę, autora monografii Wieś Mogilany (wydanej w 1885 r. w Krakowie). Dzięki jego staraniom powstał w Mogilanach urząd pocztowy, odnowiono jarmarki, a on sam wspomógł miejscowe rolnictwo i spisał obyczaje ludowe, ocalając je od zapomnienia. Na jego zaproszenie od 1870 r. w mogilańskim dworze przebywał Oskar Kolberg, który w Mogilanach, a następnie w Modlnicy pracował nad kolejnymi tomami Ludu.
W 1849 r. Józef Nowina Konopka uruchomił fabrykę maszyn rolniczych (działała do 1873 r. – produkowano w niej m.in. pługi, młockarnie i obieraczki), których wystawy organizował w Mogilanach. W okresie międzywojennym jeden z Konopków prowadził w Mogilanach wzorcowe gospodarstwo rolne, w którym odbywały się praktyki studentów Akademii Rolniczej w Krakowie. W rękach rodziny Konopków Mogilany pozostawały do wybuchu II wojny światowej (1939 r.).
Na początku wojny Niemcy wywieźli mieszkańców pochodzenia żydowskiego – żaden z wywiezionych nie powrócił. W czasie okupacji niemieckiej dwór mogilański przeszedł w bezpośredni zarząd hitlerowskiego starosty powiatu krakowskiego, który urządził w nim swoją rezydencję. Na terenie Mogilan działała w konspiracji komórka Armii Krajowej.
Po wojnie ziemia dworska została rozparcelowana między chłopów a dwór Konopków przeszedł na własność państwa.

### Kalendarium
- w październiku 1384 roku królewskim traktem biegnącym na granicy Mogilan i ówczesnych Świątnik Górnych podążała z Węgier do Krakowa przyszła królowa i święta, Jadwiga,
- w 1424 r. przez Mogilany przejeżdżał Władysław Jagiełło, podążający na spotkanie z Zygmuntem Luksemburskim, królem niemieckim, przybywającym do Krakowa na koronację czwartej żony Jagiełły, Zofii Holszańskiej,
- w 1558 r. Mikołaj Rej napisał w pałacu mogilańskim Żywot człowieka poczciwego, a Maciej Wirzbięta wydrukował to wybitne dzieło w pałacowej drukarni,
- podczas potopu szwedzkiego, 30 września 1655 r., okoliczni chłopi napadli na wracające z wyprawy na Lanckoronę wojska szwedzkie, poległych Szwedów grzebiąc prawdopodobnie na terenie parku dworskiego (Szwedzi rozgromili chłopów, a w ramach odwetu powrócili miesiąc później – 30 października 1655 r. doszło do pacyfikacji Mogilan i wymordowania wielu mieszkańców),
- w 1803 r. prawdopodobnie działała w Mogilanach kopalnia (rud metali?) z szybem o nazwie „Tekla”,
- początkiem XIX w. Austriacy poprowadzili przez szczyt mogilańskiego wzgórza rządowy gościniec na miejscu starego traktu handlowego z Polski na Węgry, przy którym wystawili zajazd (austerię) oraz karczmę cłową (znajdowała się tam granica z Rzecząpospolitą Krakowską[potrzebny przypis]) i pocztę (część materiałów budowlanych pochodziła z rozbiórki starego drewnianego pałacu Wawrzyńca Spytka Jordana),
- w 1813 r. przez Mogilany na czele wojsk przejeżdżał książę Józef Poniatowski udający się na bitwę pod Lipskiem („Bitwa Narodów”),
- w mogilańskim wykazie podatkowym z 1867 r. figuruje mogilański rzemieślnik, kowal Sebastian Rydz, dziadek marszałka Edwarda Rydza-Śmigłego,
- w 1887 r. założono w Mogilanach Ochotniczą Straż Pożarną. Założycielami byli: jej pierwszy naczelnik Józef Grabowski, miejscowy proboszcz i dziedzic[8].
- w 1902 r. w Mogilanach założono Spółkę Oszczędnościową, która w 1924 r. zmieniła nazwę na Kasę Stefczyka, w 1951 r. została przekształcona w Gminną Kasę Spółdzielczą, a w 1969 r. w istniejący do dziś Bank Spółdzielczy,
- w 1909 r. miał miejsce pierwszy rajd samochodowy w Małopolsce (start w Borku Fałęckim, meta przy kościele w Mogilanach), zorganizowany przez krakowskiego właściciela warsztatu samochodowego, Emila Rudawskiego,
- w przededniu I wojny światowej, w lutym 1914 r., odbyły się w Mogilanach manewry oddziałów strzeleckich Józefa Piłsudskiego,
- 26 października 1928 r. Mogilany odwiedził prezydent Rzeczypospolitej, Ignacy Mościcki, uroczyście witany przez mieszkańców pod kościołem,
- w latach 1944–1945, w starej cegielni, w południowej części Mogilan działała radziecka radiostacja,
- w styczniu 1945 r. Niemcy uciekali przed Rosjanami przez Mogilany. W dworze mogilańskim nocował wówczas generalny gubernator Hans Frank,
- w czerwcu 1999 r. przez Mogilany przejeżdżał Jan Paweł II, podążając do Starego Sącza na kanonizację św. Kingi,
- corocznie odbywa się Majówka w Mogilańskim Dworze, na scenie której występowali artyści tacy jak Justyna Steczkowska, Andrzej Rybiński, Marcin Daniec, Zbigniew Wodecki, Halina Frąckowiak, Cezary Pazura i zespół Brathanki,
- w maju 2006 r. przez Mogilany przejeżdżał papież Benedykt XVI podążając do Kalwarii Zebrzydowskiej i Wadowic by odprawić mszę świętą w ramach pielgrzymki do Polski,
- w 2009 r. Kardynał Franciszek Macharski koncelebrował mszę świętą w kościele mogilańskim z okazji zjazdu rodziny prof. Zolla, który ma posiadłość w Konarach[9].

## Obiekty
W Mogilanach znajdują się:
- ośrodek konferencyjny PAN znajdujący się w dworze mogilańskim,
- Ochotnicza straż pożarna (w KSRG) ze specjalnym sprzętem ratownictwa drogowego,
- gminny ośrodek pomocy społecznej,
- gminny ośrodek kultury,
- dom rodziny Konopków (dwór w parku mogilańskim),
- kościół parafialny pod wezwaniem św. Bartłomieja Apostoła z XVII w.,
- Szkoła podstawowa im. Józefa Nowina Konopki,
- przedszkole samorządowe z filią w Libertowie,
- Urząd Gminy Mogilany,
- oddział Krakowskiego Banku Spółdzielczego,
- gimnazjum,
- ośrodek zdrowia, całodobowa opieka medyczna w ramach umowy z NFZ (od 1 stycznia 2002 r.), karetka obsadzona przez podstawowy zespół ratownictwa medycznego z Krakowskiego Pogotowia Ratunkowego (działająca od 1 stycznia 2008 r.),
- Policja – punkt przyjęć obywateli (rejon działania komisariatu policji w Świątnikach Górnych),
- rezerwat przyrody „Cieszynianka” chroniący najdalej na wschód wysunięte stanowisko cieszynianki wiosennej – rośliny będącej pod ścisłą ochroną a kwitnącej pod koniec marca i początkiem kwietnia. Rezerwat powstał w 1969 r.

## Zabytki

### Kościół parafialny pw. św. Bartłomieja Apostoła
Obiekt sakralny z XVII w., rozbudowany w 1929 r. (kościół XVII-wieczny stał się wtedy nawą główną) oraz przebudowany w 1975 r. (wystrój obecnego wnętrza jest późnobarokowy i rokokowy). W 1604 r. ówczesny właściciel Mogilan, Mikołaj Borek z Trzcińca, rozpoczął budowę świątyni murowanej, krytej gontem, której konsekracji dokonał w 1608 r. sufragan krakowski, Paweł Dąbski. Skarbem tej świątyni jest późnobarokowy ołtarz główny (dawniej boczny) w kształcie serca, będący unikatem w skali europejskiej. Ołtarz zawiera pochodzące z dawnego ołtarza głównego późnogotyckie figury Matki Boskiej Bolesnej oraz św. Jana. Interesująca jest również oryginalna barokowa kaplica boczna, a także kamienna chrzcielnica (ok. 1610 r.), do okresu późnego baroku należy ambona z drugiego ćwierćwiecza XVIII w. Przy kościele znajduje się wolnostojąca dzwonnica z trzema dzwonami, wybudowana w 1850 r. Najmniejszy z dzwonów, niestety pęknięty, ufundował Mikołaj Borek w 1617 r. – na dzwonie tym umieszczono napis: „opus Francisci Legustini MDCXVII Zacharias Plebanus Mogilansis”. Kościół został wpisany do rejestru zabytków nieruchomych województwa małopolskiego.

### Zespół dworsko-parkowy

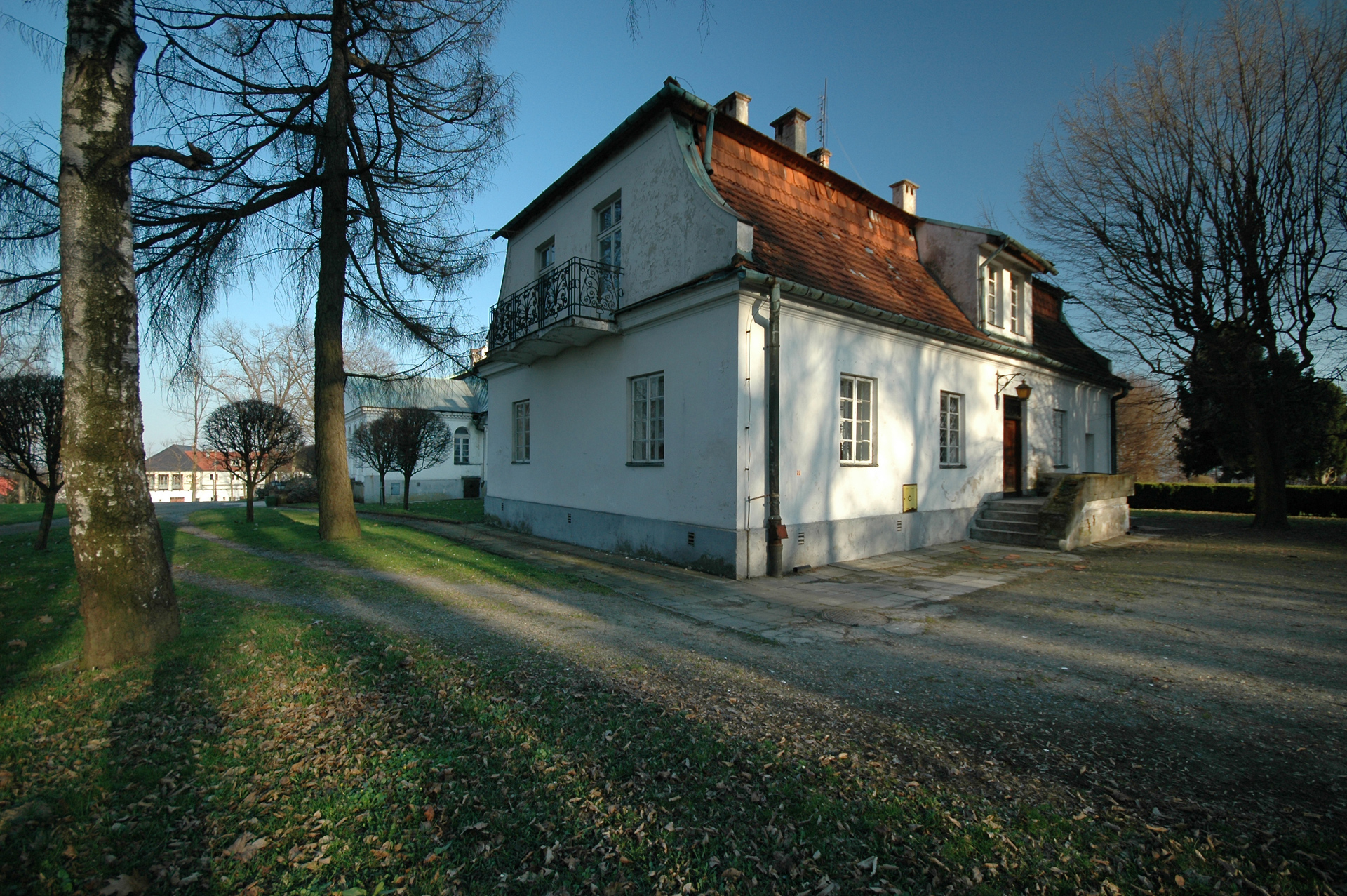
Dwór w Mogilanach

Dwór późnoklasycystyczny, murowany, prostokątny, z portykami arkadowymi od zajazdu i od ogrodu, zwieńczonymi trójkątnym przyczółkiem.
Wzniesiony został pod koniec XVIII w. z inicjatywy Heleny Apolonii Massalskiej (wykorzystano do jego budowy część materiałów budowlanych z rozbiórki pałacu Spytka Jordana). Zakupiony przez Konopków wraz z dobrami mogilańskimi w 1802 r., pozostawał własnością ich rodu do 1939 r. Przebudowany około 1840 r., rozbudowany o północną część początkiem XX w. Po II wojnie światowej uległ stopniowej dewastacji, wyremontowany w 1967 r. po przekazaniu go Polskiej Akademii Nauk, która przeznaczyła go na ośrodek konferencyjny.
Dwór położony jest w parku o renesansowym rodowodzie, jednak większość drzew pochodzi z końca XIX w. – szpalery grabowe, czy będący osobliwością owocujący kasztan jadalny. Dwór oraz park został wpisany do rejestru zabytków nieruchomych województwa małopolskiego.

### Kapliczki przydrożne

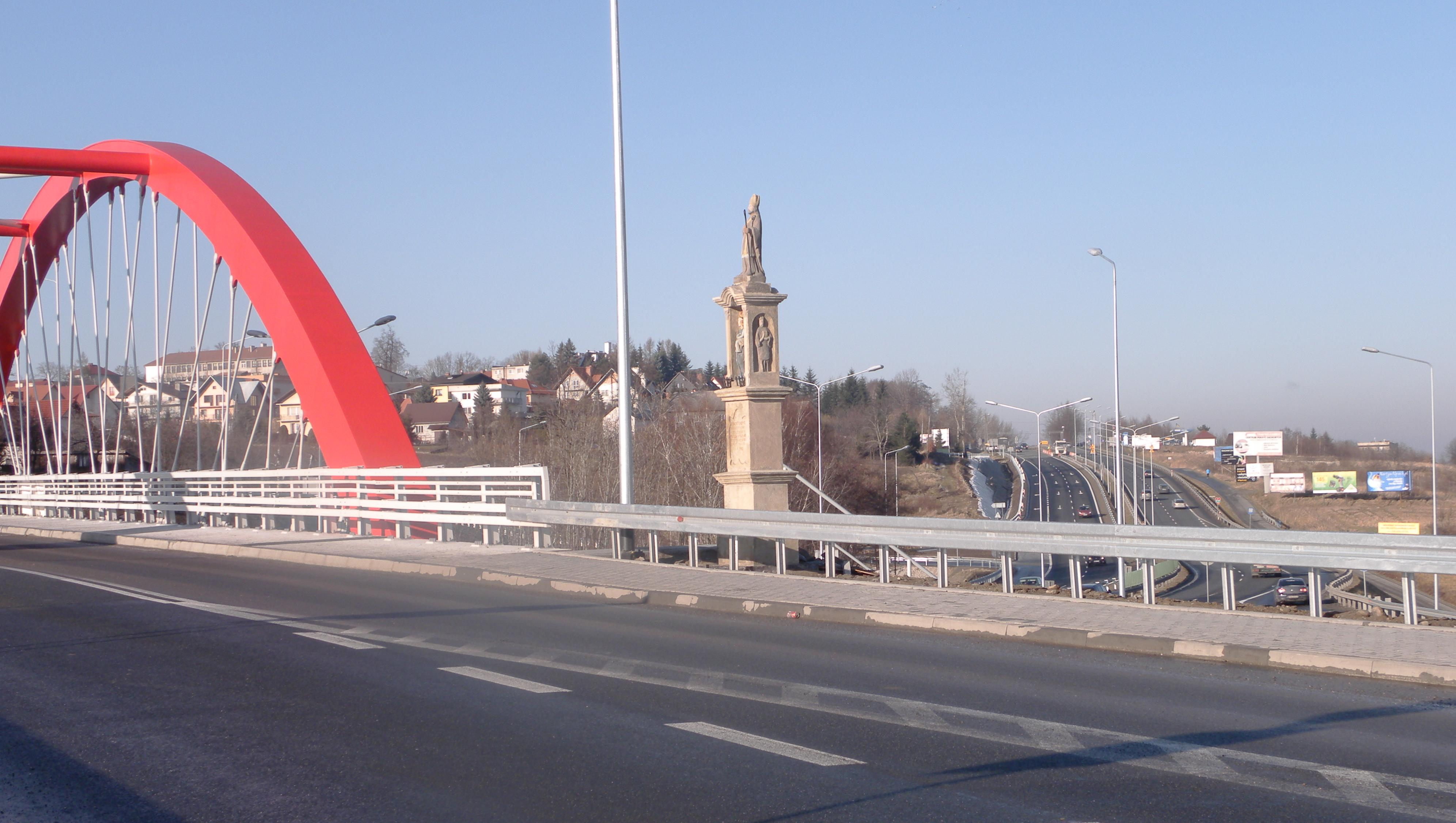
Kapliczka przy nowym wiadukcie nad zakopianką

W miejscowości znajduje się kilka zabytkowych kapliczek przydrożnych (typ słupowy, w podziale gzymsowym) powstałych w drugiej połowie XVIII w. Rzeźby i płaskorzeźby na nich przedstawiają świętych oraz sceny biblijne. Charakterystyczne dla tych w większości neogotyckich kapliczek jest połączenie sztuki ludowej i rzemieślniczego wykonania – powstawały one w miejscowych i okolicznych warsztatach kamieniarskich, a ich fundatorami były przeważnie osoby prywatne.

### Nagrobki cmentarne
Nieliczne zabytkowe nagrobki pochodzą z XIX i początku XX w., niektóre z nich sygnowane są przez Wita Wisza – uznanego w tym okresie krakowskiego rzeźbiarza-rzemieślnika (twórcy m.in. ambony w Kościele Mariackim w Krakowie oraz ambony i niektórych ołtarzy bocznych w Kościele św. Józefa w Rynku Podgórskim).

### Stara szkoła
Budynek wybudowany z inicjatywy ówczesnego proboszcza Walentego Piotrowskiego i przyszłego kierownika szkoły Józefa Piotrowskiego w 1905 r., rozbudowywany przez kolejne 4 lata, podczas I wojny światowej pełnił funkcję szpitala wojskowego. Obecnie mieści się w nim przedszkole samorządowe.

## Miejscowości partnerskie
- Sásd – Węgry
- Untersteinach – Niemcy

## Transport
Przez miejscowość przechodzi łącząca Kraków z Chyżnem droga krajowa nr 7 (fragment trasy europejskiej E77), stanowiąca na tym odcinku część Zakopianki.

## Szlaki turystyczne
Piesze szlaki turystyczne przechodzące przez miejscowość:
- Szlak Generała Józefa Bema: Borek Fałęcki – Kobierzyn – Sidzina – Libertów – Gaj – Mogilany – Las Bronaczowa – Radziszów (stacja PKP)
- Mogilany – Chorowice – Siepraw
- Skawina – Chorowice – Kulerzów – Las Bronaczowa – Krzywaczka – Sułkowice